# Aegithalos
Aegithalos là một chi chim trong họ Aegithalidae.

## Hình ảnh

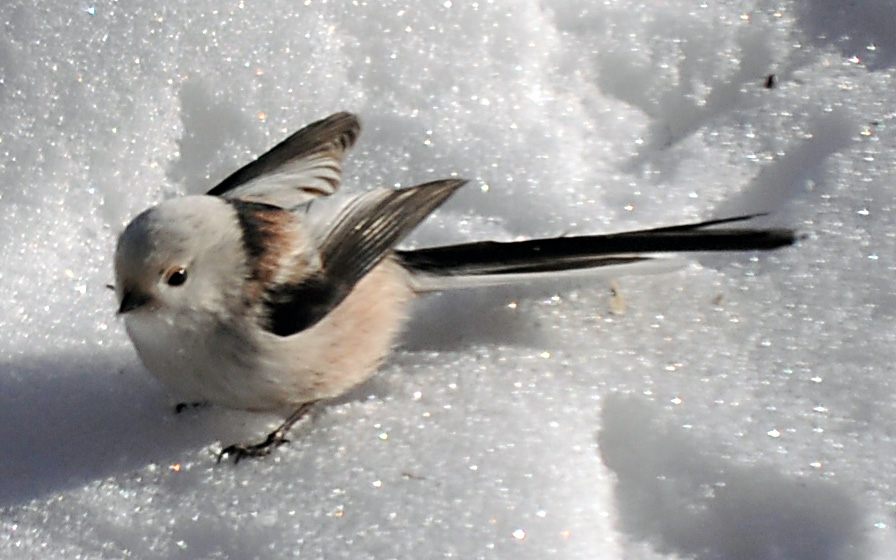
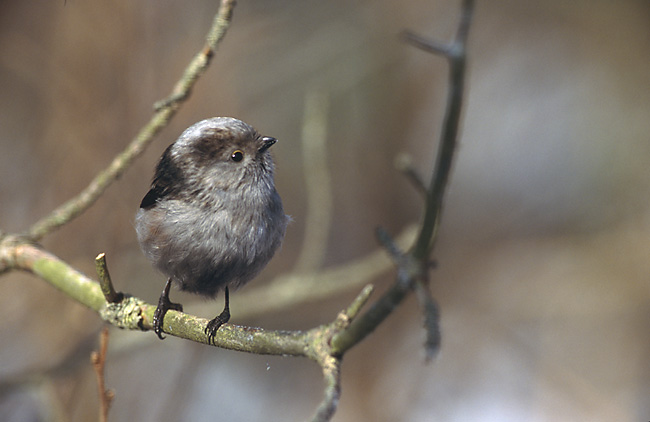
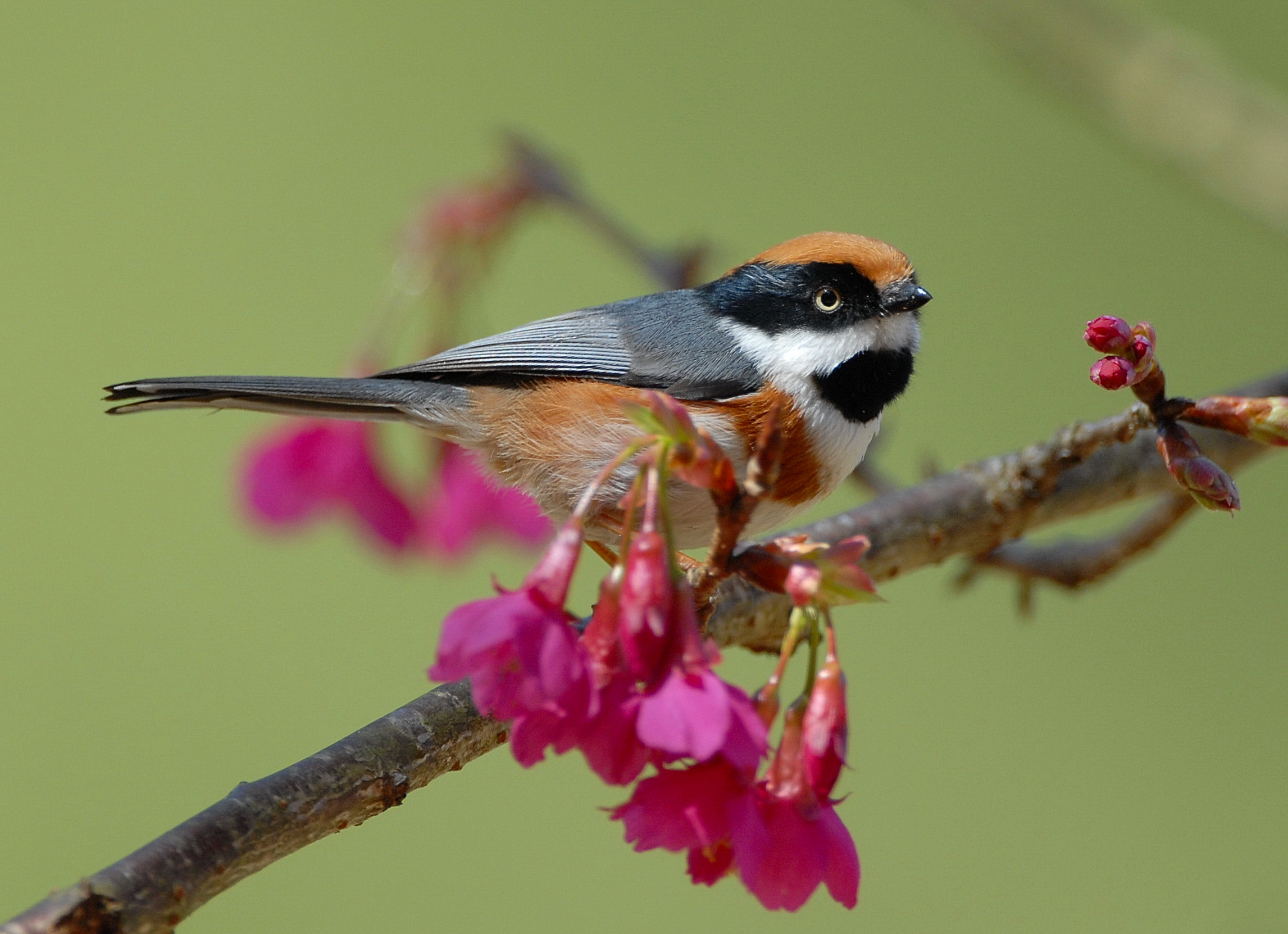
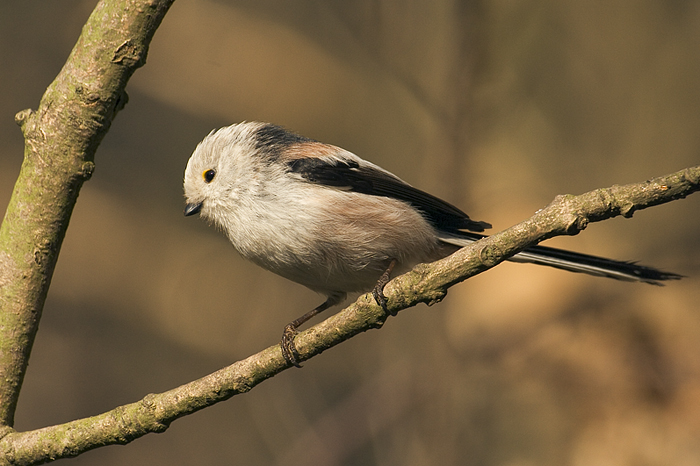